# Garrison Brooks
Garrison O'Neal Brooks (Meridian, Misisipi; 26 de junio de 1999) es un jugador de baloncesto estadounidense con pasaporte jamaicano que pertenece a la plantilla de los BC Wolves de la LKL lituana. Con 2,06 metros de estatura, juega en la posición de ala-pívot.

## Trayectoria deportiva

### Universidad
Jugó cuatro temporadas con los Tar Heels  de la Universidad de Carolina del Norte en Chapel Hill, en las que promedió 9,6 puntos, 6,0 rebotes y 1,3 asistencias por partido. Como júnior, Brooks promedió 16,8 puntos y 8,5 rebotes por partido. Al final de la temporada regular fue seleccionado para el segundo mejor quinteto de la Atlantic Coast Conference y fue nombrado Jugador con mayor progresión.
Tras cuatro temporadas en los Tar Heels, fue transferido como jugador graduado a los Bulldogs de la Universidad Estatal de Misisipi para su última temporada de elegibilidad. Promedió 10,4 puntos y 6,6 rebotes por partido.

#### Estadísticas
| Año     | Equipo            | PJ  | PT  | MPP  | %TC  | %3P  | %TL  | RPP | APP | ROB | TPP | PPP  |
| ------- | ----------------- | --- | --- | ---- | ---- | ---- | ---- | --- | --- | --- | --- | ---- |
| 2017–18 | North Carolina    | 37  | 16  | 14.6 | .528 | –    | .587 | 3.5 | .5  | .3  | .3  | 4.5  |
| 2018–19 | North Carolina    | 36  | 36  | 23.0 | .574 | –    | .639 | 5.6 | 1.3 | .6  | .5  | 7.9  |
| 2019–20 | North Carolina    | 32  | 31  | 34.9 | .535 | .286 | .641 | 8.5 | 2.0 | .5  | .5  | 16.8 |
| 2020–21 | North Carolina    | 28  | 25  | 28.0 | .469 | .500 | .606 | 6.9 | 1.4 | .7  | .8  | 10.2 |
| 2021–22 | Mississippi State | 34  | 34  | 30.3 | .458 | .342 | .692 | 6.6 | .8  | .4  | .8  | 10.4 |
| Total   | Total             | 167 | 142 | 25.7 | .510 | .352 | .636 | 6.1 | 1.2 | .5  | .6  | 9.7  |

### Profesional
Tras no ser elegido en el Draft de la NBA de 2022, el 23 de octubre de 2022 se unió a los entrenamientos de los Westchester Knicks de la G League, equipo con el que acabó firmando contrato.
Para la temporada 2023-24, Brooks firmó con Wonju DB Promy de la Liga de baloncesto de Corea. Dejó el equipo a principios de temporada, tras jugar un único partido.
El 3 de diciembre de 2023 firmó con los BC Wolves de la Lietuvos krepšinio lyga (LKL) y la EuroCup.